# Stephen Miller (Politikberater)

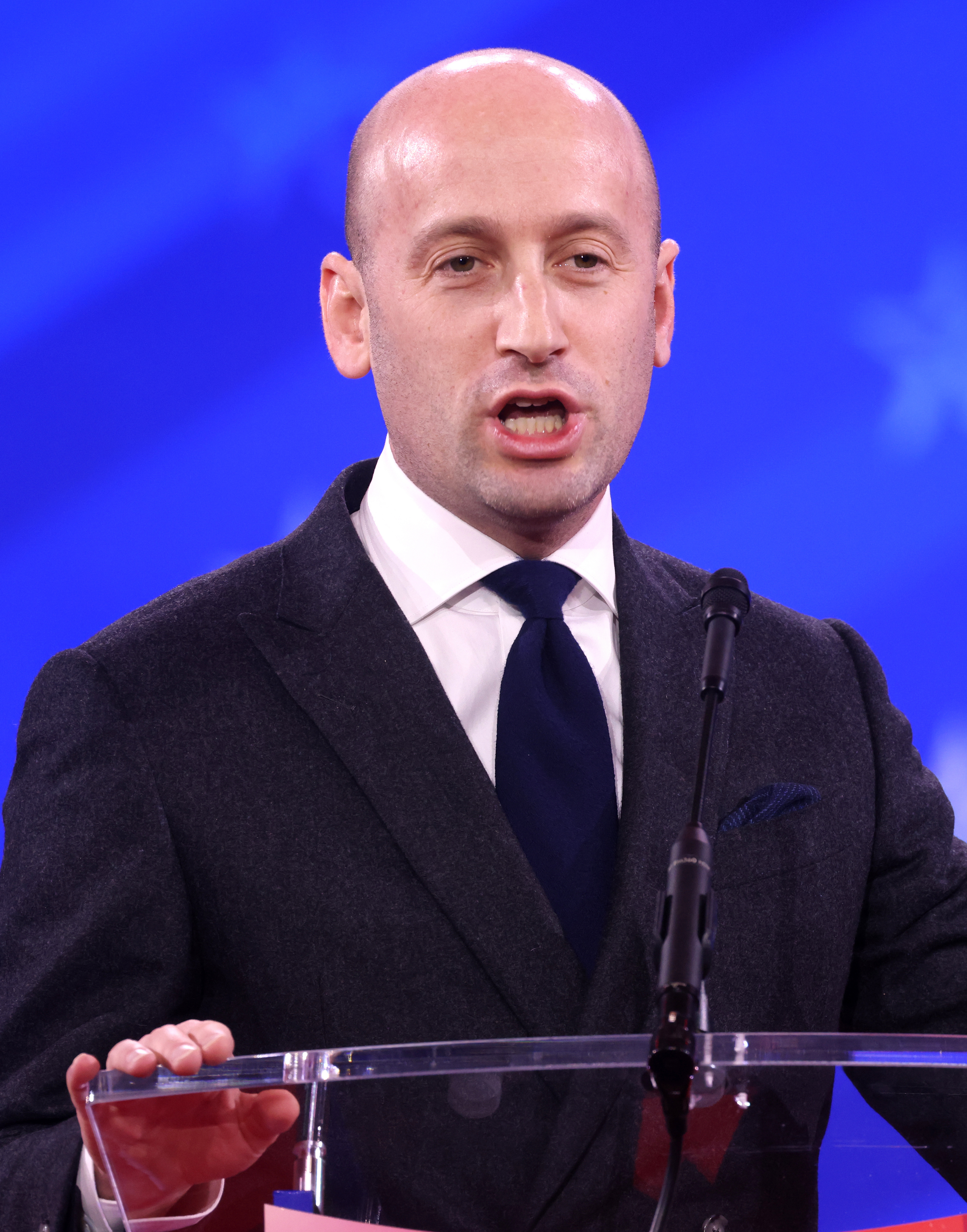
Stephen Miller (2025)

Stephen Miller (* 23. August 1985 in Santa Monica, Kalifornien) ist ein US-amerikanischer Politikberater. Seit Januar 2025 ist er stellvertretender Stabschef im Weißen Haus und Homeland Security Advisor.
Er war während der ersten Amtszeit des US-Präsidenten Donald Trump einer der engsten Berater des Präsidenten (Senior Advisor to the President of the United States) und dessen Redenschreiber. Miller prägte Trumps Wahlkampf zur Präsidentschaftswahl 2016 entscheidend mit. Zuvor war der als Rechtsaußenkonservativer („far-right conservative“) geltende Miller u. a. als Berater des US-Senators Jeff Sessions tätig.

## Werdegang

### Herkunft und Bildung
Der aus einer liberal-jüdischen Familie – mit Wurzeln mütterlicherseits in Belarus – stammende Stephen Miller wuchs in Santa Monica auf. Miller besuchte zunächst die Santa Monica Highschool. In einem Lokalradio beschwerte er sich regelmäßig über seine liberale Highschool, in Zeitungskolumnen wetterte er gegen Political Correctness.
Er kritisierte die Ausgabe von Kondomen an Minderjährige, die Zulassung eines Clubs für Homosexuelle und den aus seiner Sicht zu nachlässigen Umgang mit dem Pledge of Allegiance, dem an US-Schulen üblichen Treuegelöbnis auf Nation und Flagge. Ferner begeisterte sich Miller als Schüler für Folter- anstatt Todesstrafen; Folter sei ein Fest des Lebens und der menschlichen Würde. Nach seiner Schulzeit studierte Miller Politikwissenschaften an der Duke University in North Carolina.
Während seines Studiums erlangte Miller durch seine öffentlichen Auftritte in einem hochumstrittenen Fall überregionale Bekanntheit. Crystal Mangum, eine afroamerikanische Stripperin, behauptete 2006, drei weiße Lacrosse-Spieler ihrer Universität hätten sie vergewaltigt. Die Öffentlichkeit, Universitätsleitung und Medien verurteilten die Spieler, sahen den Fall als Beweis für Rassismus und Sexismus. Miller hingegen beharrte auf der Unschuldsvermutung und zweifelte öffentlich Mangums Darstellung an. Er wurde daraufhin regelmäßig in TV-Sendungen eingeladen, in denen er die Vergewaltigungsgeschichte infrage stellte. Später erwiesen sich Mangums Vorwürfe als falsch. Miller nutzte den Fall als Beweis für eine angeblich linke Voreingenommenheit an Universitäten. Er beendete sein Studium 2007 mit einem Bachelor. In einem Artikel für eine Studentenzeitung beschrieb sich Miller als „zutiefst überzeugter Konservativer, der es als seine Pflicht empfindet, der Linken die Stirn zu bieten“.
Als Millers politischer Mentor galt seit seiner Schul- und Studienzeit David Horowitz (1939–2025), der ebenfalls erzkonservative Gründer der Students for Academic Freedom. Während seines Studiums und der gemeinsamen Zeit in einer konservativen Studentenorganisation begann Millers bis heute anhaltende Freundschaft zu Richard B. Spencer, dem Publizisten und Gründer der rechtsnationalen Bewegung Alt-Right.
Verheiratet ist Stephen Miller seit dem 16. Februar 2020 mit Katie Miller (geborene Waldman), mit der er eine Tochter und zwei Söhne hat (geboren 2020, 2022 und 2023). Ihre politische Karriere verlief parallel zu der Millers. Sie diente zuerst als stellvertretende Pressesprecherin im Department of Homeland Security, dann als Pressesprecherin und dann Kommunikationsdirektorin für Mike Pence. Seit 2025 ist sie Kommunikationsdirektorin für die DOGE-Abteilung und gehört dem President’s Intelligence Advisory Board (PIAB) an. Anfang Juni 2025 folgte sie Elon Musk nach Californien.

### Berufstätigkeit bis 2016
Nach seinem Studium ging Miller 2009 nach Washington, D.C. Dort arbeitete er zunächst als Pressereferent für die damalige, der erzkonservativen Tea-Party-Bewegung nahestehende republikanische Abgeordnete Michele Bachmann. Anschließend stellte der als Hardliner bekannte Senator Jeff Sessions Miller als Kommunikationsdirektor ein. Als Sessions’ Berater kämpfte Miller etwa gegen eine Lockerung der Einwanderungsgesetze und warnte vor den Gefahren eines radikalen Islam. Zudem beschäftigte er sich mit den von Sessions angeprangerten Defiziten der Republikanischen Partei in der Kommunikation mit den amerikanischen Arbeitern. Damit war Miller eine der Personen, die seit 2009 die von den Republikanern zugleich dringlich geforderte Reform der Einwanderungsgesetzgebung in den USA verhinderten.

### Berater von Donald Trump ab 2016 und anderweitige Tätigkeiten

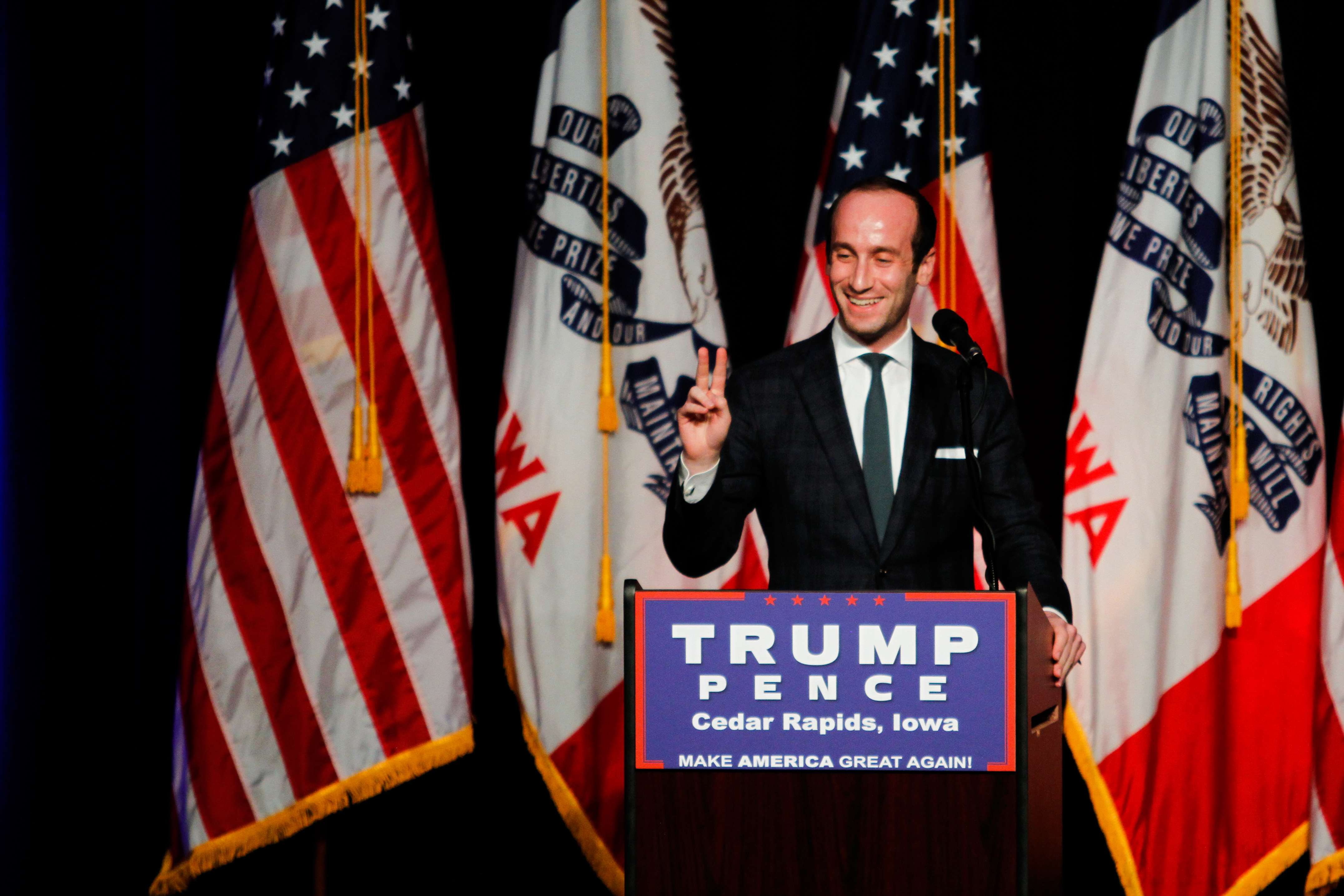
Miller im Jahr 2016 auf einer Wahlkampfveranstaltung von Donald Trump

Im Januar 2016 wechselte Miller zunächst als Senior Policy Advisor ins Wahlkampfteam von Donald Trump. Miller war Chief Speechwriter (Redenschreiber) während Trumps Wahlkampfkampagne im US-Präsidentschaftswahlkampf 2016. Laut Trump spielte Miller im Wahlkampf eine „zentrale und weitreichende Rolle“.
Im August 2016 ernannte Trump Miller zusätzlich zum Leiter des Wirtschaftsrates (Economic Advisory Council) seiner Wahlkampagne.
Im Dezember 2016, nach Trumps Wahlsieg, berief Trump Miller und seinen Schwiegersohn Jared Kushner zum Senior Advisor to the President of the United States (Chefberater des US-Präsidenten). Unter anderem schrieb Miller mit dem damaligen Trump-Berater Steve Bannon die umstrittene und dystopische Begriffe enthaltende Rede zur Amtseinführung von Donald Trump am 20. Januar 2017. Miller gilt als Rechtsaußenkonservativer („far-right conservative“); Kritiker haben ihn unter anderem vorgeworfen, „Trumps Flammenwerfer“, „Trumps Brandbeschleuniger“ und „der Mann, der hinter Trumps Rhetorik steckt“, zu sein; er bringe „den Hass in Trumps Reden“.
Im November 2019 veröffentlichte das Southern Poverty Law Center eine Analyse von mehr als 900 interne E-Mails von Miller, in denen er seine Strategien koordinierte. Die Studie legte damit Millers Rassismus und Reaktionismus offen. Daraufhin forderten Abgeordnete wie Ilhan Omar und Jackie Speier den Präsidenten auf, Miller zu entlassen. Insgesamt schlossen sich diesen Forderungen 80 Kongressmitglieder an; das Weiße Haus lehnte diese Forderungen ab und Miller blieb ohne Folgen für ihn im Amt.

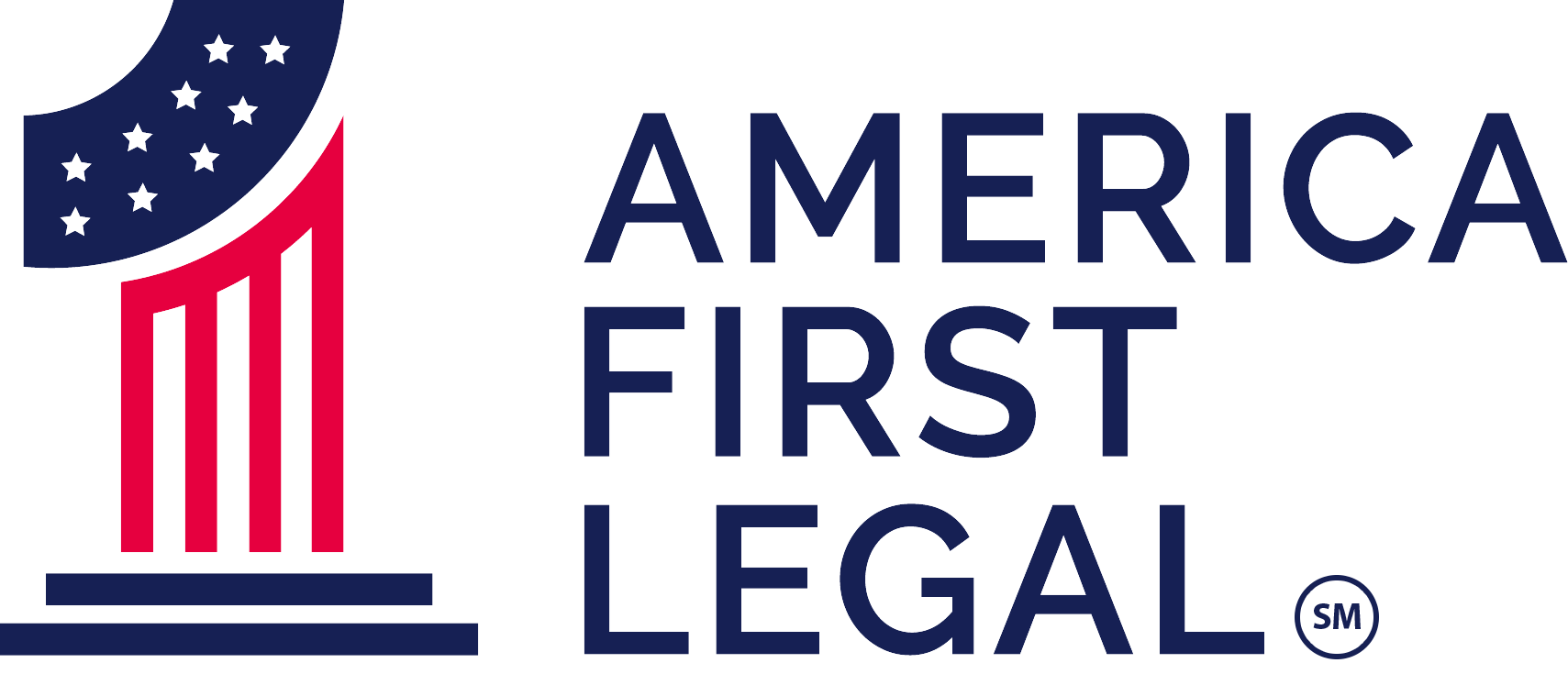
Logo der Organisation America First Legal, die von Miller gegründet wurde.

Miller wurde am 6. Oktober 2020, einige Tage nach der Corona-Infektion Donald Trumps und dem Corona-Ausbruch im Weißen Haus, ebenfalls positiv auf SARS-CoV-2 getestet.
Nach Donald Trumps Ausscheiden aus dem Amt im Januar 2021 und seinem Umzug nach Mar-a-Lago gehörte Miller weiterhin zur Umgebung des Politikers.
Im Jahr 2021 gründete er die Organisation America First Legal (AFL). Die AFL hat den Zweck rechtlich gegen solche Verordnungen und Gesetze vorzugehen, die sie als linksradikal betrachtet, und etablierte sich als einer der juristischen Hauptwidersacher der Biden-Regierung.
Im Vorfeld der US-Präsidentschaftswahl 2024 nannte Russell Vought Lightizer als möglichen Chef der republikanischen Übergangsregierung zur Übernahme der Amtsgeschäfte (presidential transition team) unter Trump und engen Vertrauten zur Umsetzung des Project 2025.
Im November 2024, nachdem Donald Trump als künftiger 47. Präsident die Wahl gewonnen hatte, wurde gemeldet, dass sich Trump in seiner zweiten Amtszeit erneut von Miller beraten lassen will.
Trump ernannte ihn 2025 zu einem der stellvertretenden Stabschefs des Weißen Hauses, sowie zum Homeland Security Advisor. Dieses Amt baute Miller zu einer Schlüsselfunktion innerhalb der Regierung aus, da es ihm direkten Zugang zum Präsidenten erlaubt. In der Neudefinition von Regierungsleitlinien und der ideologischen Besetzung von Beamten (sogenannte Schedule-F-Ernennungen) wird Millers Tätigkeit einerseits flankiert von seiner zivilen Institution America First Legal, deren Klagen gegen andere Organisationen und Personen nunmehr im Einklang mit Regierungspositionen laufen. Am 2. Mai 2025 verklagte AFL sogar den Vorsitzenden des Supreme Court, John Roberts. Andererseits bedient sich Miller eines umfangreichen Medienapparats zur öffentlichen Kommunikation seiner Botschaften an die MAGA-Bewegung, obwohl seine Strategie nicht auf der Legitimation durch öffentliche Meinung basiert, sondern auf der Abschaffung von Möglichkeiten, der Regierung zu widersprechen.
Weil Migration von Miller als zentrale Bedrohung der nationalen Sicherheit definiert wurde, betrieb er seit seiner Ernennung die Migrationsbekämpfung auf allen Wegen, indem etwa Grenzen abgeriegelt wurden; Asylverfahren erschwert und die angestrebte Zahl von Deportationen massiv erhöht wurde, bei den entsprechenden präsidialen Dekreten verließ sich Trump sehr stark auf die Beratung Millers. Dieser rief intern das Ziel aus, jährlich eine Million Migranten abzuschieben und berief sich seither auf alle der Exekutive zur Verfügung stehenden Mittel, einschließlich Notfallverordnungen und des für Kriegszeiten vorgesehenen Alien and Sedition Acts. Miller trat dafür ein, dass Migranten gegen ihre Abschiebung keine Rechtsmittel mehr einsetzen dürfen. Es ist bekannt, dass er den US-Präsidenten teils gezielt desinformiert, beispielsweise in der Tatsachenverdrehung der Gerichtsentscheidung zu Kilmar Abrego Garcia. Miller wird als führender Architekt eines Dekrets gesehen, welches die Staatsbürgerschaft durch Geburt abschaffen soll, aber (Stand Mitte 2025) vorübergehend durch Bundesgerichte außer Kraft gesetzt wurde und beim Supreme Court anhängig ist. Miller weitete die Kompetenzen des Sicherheitsberaters auf weitere Ressorts aus, so etwa wurde das Bildungsministerium von ihm aufgefordert, nur noch Schulen zu finanzieren, die der patriotischen Linie der Regierung folgen.